# Municipio de Crete
El municipio de Crete (en inglés: Crete Township) es un municipio ubicado en el condado de Will en el estado estadounidense de Illinois. En el año 2010 tenía una población de 23774 habitantes y una densidad poblacional de 206,83 personas por km².

## Geografía
El municipio de Crete se encuentra ubicado en las coordenadas 41°25′14″N 87°36′9″O / 41.42056, -87.60250. Según la Oficina del Censo de los Estados Unidos, el municipio tiene una superficie total de 114.94 km², de la cual 114.84 km² corresponden a tierra firme y (0.09%) 0.1 km² es agua.

## Demografía
Según el censo de 2010, había 23774 personas residiendo en el municipio de Crete. La densidad de población era de 206,83 hab./km². De los 23774 habitantes, el municipio de Crete estaba compuesto por el 67.05% blancos, el 26.34% eran afroamericanos, el 0.23% eran amerindios, el 0.66% eran asiáticos, el 0.02% eran isleños del Pacífico, el 3.38% eran de otras razas y el 2.31% pertenecían a dos o más razas. Del total de la población el 8.15% eran hispanos o latinos de cualquier raza.